# Sonja Henie
Sonja Henie (Oslo, Noruega, 8 d'abril de 1912 - íd., 12 d'octubre de 1969) fou una patinadora artística sobre gel noruega, nacionalitzada estatunidenca, que destacà a la dècada del 1930. També realitzà una curta, però intensa, carrera com a actriu a Hollywood. La seva tècnica i el seu estil marcarien les pautes del patinatge artístic posterior.

## Primers anys
Va néixer el 8 d'abril de 1912 a la ciutat d'Oslo, capital de Noruega, filla de Selma Lochman-Nielsen i de Wilhelm Henie, campió del món de ciclisme, l'any 1894. Morí en aquesta mateixa ciutat el 12 d'octubre de 1969 víctima de leucèmia. Fou cosina del també patinador Marit Henie.

## Carrera

### Carrera esportiva
Des dels cinc anys va fer classes de ballet i va rebre la influència d'Anna Pavlova. Amb un interés molt gran per convertir Sonja en una celebritat de l'esport, el seu pare contractà la ballarina Tamara Karsávina per entrenar la seva filla. Quan destacà en el patinatge artístic sobre gel, fou entrenada per la medallista olímpica sueca Gillis Grafström.
Va participar, als onze anys, en els Jocs Olímpics d'Hivern de 1924 realitzats a Chamonix (França), on finalitzà en vuitena posició en la prova individual femenina. En els Jocs Olímpics d'Hivern de 1928 realitzats a Sankt Moritz (Suïssa), amb tan sols 15 anys, guanyà la medalla d'or en la prova individual, un fet que repetiria en els Jocs Olímpics d'Hivern de 1932 realitzats a Lake Placid (Estats Units) i també en els Jocs Olímpics d'Hivern de 1936 celebrats a Garmisch-Partenkirchen (Alemanya).
Sonja Henie va incorporar al patinatge maneres i comportaments dels seus coneixements de dansa i va donar als seus moviments i coreografies un estil personal. A més va ser la primera dona a sortir a competir amb minifaldilla i botes blanques, tan característiques de les patinadores actuals, establint així un estil que perduraria en el temps. La seva tècnica innovadora, les elaborades coreografies i el seu estil glamurós van transformar l'esport del patinatge i va convertir-la a ella en una llegenda d'aquest esport.
Al llarg de la seva carrera aconseguí guanyar 11 medalles en el Campionat del Món de patinatge artístic, deu d'or i de forma consecutiva (1927-1936). Així mateix, guanyà 6 vegades de forma consecutiva el Campionat d'Europa de patinatge artístic (1931-1936) i fou sis vegades campiona nacional (1923-1929).
Henie va arribar a ser tan popular que la policia havia d'intervenir en les seves aparicions públiques per controlar la gran massa d'aficionats. Després de la seva tercera medalla d'or olímpica als Jocs de Garmisch-Partenkirchen l'any 1936, Sonja Henie va passar al professionalisme participant en uns quants espectacles, on va aconseguir gran èxit, sobretot als Estats Units.

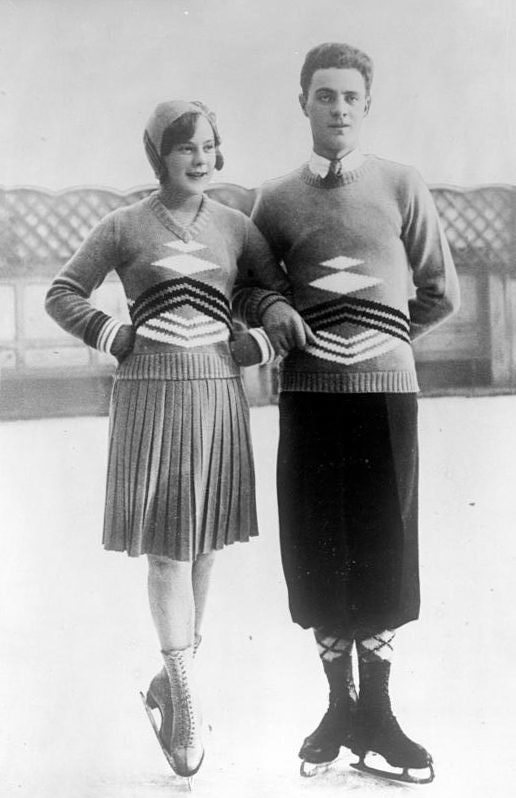
Sonja Henie i Karl Schäfer, 1932

### Carrera cinematogràfica
Fou a la dècada del 1920 quan inicià la seva relació amb el cinema, si bé el punt àlgid fou a mitjans de la dècada del 1930, un cop retirada del patinatge. Així, el 1936 es traslladà a Hollywood, on signà un contracte amb la Twentieth Century Fox, que la convertí en una de les actrius més ben pagades del moment. El seu debut a la pantalla gran va ser amb la comèdia musical One in a Million (1936–37) i la comèdia romànticaThin Ice (1937), a les quals seguirien molts altres films al llarg de 20 anys. Tan gran fou el seu renom que arribà a ser portada de la revista Time el 17 de juliol de 1939. El 1941 aconseguí la nacionalitat estatunidenca.

## Vida personal
Es va casar tres vegades amb Dan Topping, Winthrop Gardiner
 i finalment amb el mecenes Niels Onstad l'any 1956. Amb aquest fixà la residència a Oslo, on acumularen una gran col·lecció d'art modern que posteriorment serví per crear el Centre d'Art Henie-Onstad a Oslo.
Després de la seva jubilació el 1956, Henie i Onstad es van establir a Oslo i van acumular una gran col·lecció d'art modern que va constituir la base del Centre d'Art Henie Onstad a Høvikodden a Bærum, prop d'Oslo.
Va estudiar a Oslo juntament amb Martin Stixrud i Erna Andersen, que era el seu competidor i membre del club de skate.
Henie va ser diagnosticada amb leucèmia limfocítica crònica a mitjans dels anys 60. Va morir a causa de la malaltia als 57 anys el 1969 en un vol d'avió ambulància de París a Oslo. Està enterrada amb Onstad a Oslo al cim del turó amb vistes al Centre d'Art Henie Onstad.

## Influència
Se li atribueix a Henie ser la primera patinadora artística que va utilitzar la coreografia de ball, que va adoptar la faldilla curta en el patinatge artístic i va portar botes blanques, la qual cosa va rebaixar la pesadesa dels patins i va produir una aparença més lleugera i més llarga de les cames del patinador que era un punt focal per a la mirada dels jutges i els espectadors. Quan les botes blanques es van convertir ràpidament en estàndard per a les patinadores femenines, Henie va començar a portar botes beix perquè volia seguir sent única.
Les seves innovadores tècniques de patinatge i el seu comportament glamurós van transformar l'esport de manera permanent i van confirmar la seva acceptació com a esport legítim als Jocs Olímpics d'hivern. L'escriptora i historiadora de patinatge artístic Ellyn Kestnbaum atribueix a Henie la transformació del patinatge artístic en el qual ella anomena un espectacle del cos del patinador i per canviar els significats [de l'esport] amb fermesa en la direcció de la feminitat. Kestnbaum explica que Henie va influir en els vestits de les patinadores femenines que emfatitzaven la seva riquesa, especialment els seus vestits retallats de pell, que van ser emulats als Campionats del Món de 1930, celebrats per primera vegada a Amèrica del Nord, a la ciutat de Nova York. Henie va incorporar elements de dansa al seu patinatge artístic mitjançant la col·locació de girs, salts i coreografies per reflectir l'estat d'ànim de la música que utilitzava.
Kestnbaum argumenta que tot i que el patinatge d'Henie era atlètic i poderós per al seu dia, va afegir de manera intencionada elements, com l'ús de les punteres dels seus patins per córrer o posar sobre el gel, en moviments similars a l'ús de la tècnica de punta al ballet. Argüeix que encara que els passos dels peus s'utilitzen com a contrapunts ocasionals del flux legato del moviment del patinatge, Henie podria haver-los utilitzat en excés, anomenant-los picats i ineficaços.
També segons Kestnbaum, la contribució més gran de Henie a les imatges públiques del patinatge va ser en els seus espectacles de gel professionals i en les seves pel·lícules de Hollywood, que sovint eren la primera vegada que el públic estava exposat al patinatge artístic a través dels mitjans de comunicació de masses. Com a resultat, la imatge del patinador artístic es va vincular a la imatge de l'estrella de cinema glamurosa, dins les convencions de cinema i musicals escènics dels anys trenta. Kestnbaum narra que el vestuari que Henie portava als seus espectacles i pel·lícules, que eren curts, reveladors, plens de lluentons i plomes, i que recordaven més els vestits de les animadores femenines que la roba que es feien servir al món més conservador del patinatge artístic competitiu de l'època, probablement van contribuir a l'espectacularitat que va influir en les eleccions de vestuaris de les generacions posteriors.

## En la cultura popular
Henie va ser interpretada per Ine Marie Wilmann a la pel·lícula d’Anne Sewitsky del 2018 Sonja – The White Swan, presentada al Festival de Cinema de Sundance del 2019.
El seu nom i semblança van ser esmentats i retratats per un  Ànec Donald patinador sobre gel a The Hockey Champ de Walt Disney de 1939.
El seu nom i aparició es van mostrar a l'episodi 285 de MASH 4077.
El seu homòleg animat va aparèixer al curt de Disney, The Autograph Hound quan Donald li va demanar autògraf.
És esmentada per Ty Webb, el personatge de Chevy Chase a Caddyshack, com un substitut possible, però no disponible del personatge de Rodney Dangerfield (Al Czervik) a la ronda final abans que Danny Noonan de Michael O'Keefe sigui escollit.
El tutú de Sonja Henie! va ser una exclamació freqüent de Tom i Ray Magliozzi al programa de la ràdio pública nacional Car Talk.